# فهرست جایزه‌ها و نامزدی‌های به سوزی
این فهرستی از جایزه‌ها و نامزدی‌های دریافت شده توسط خواننده و بازیگر کره‌ای به سوزی است.
سوزی اولین هنرمند زنی است موفق به کسب جایزهٔ بهترین تازه‌کار در هر سه بخش فیلم و سریال و موسیقی شده‌است. او همچنین جوان‌ترین برندهٔ جایزهٔ استایل آیکن است.

## جوایز و نامزدی‌ها
| مراسم اهدای جایزه                    | سال  | دوره            | عنوان جایزه                                                          | نامزد / کار                                   | نتیجه    | منبع          |
| ------------------------------------ | ---- | --------------- | -------------------------------------------------------------------- | --------------------------------------------- | -------- | ------------- |
| جوایز ستارگان ای‌پی‌ای‌ان               | ۲۰۱۶ | پنجمین          | جایزه برتر بازیگر نقش اول زن در سریال کوتاه                          | عشق بی‌پروا                                    | نامزدشده |               |
| جوایز ستارگان ای‌پی‌ای‌ان               | ۲۰۱۸ | ششمین           | جایزه برتر بازیگر نقش اول زن در سریال کوتاه                          | وقتی تو خواب بودی                             | نامزدشده | [ ۳ ]         |
| جوایز ستارگان ای‌پی‌ای‌ان               | ۲۰۱۸ | ششمین           | جایزه کی-استار بازیگر زن                                             | وقتی تو خواب بودی                             | نامزدشده | [ ۳ ]         |
| جوایز ستارگان ای‌پی‌ای‌ان               | ۲۰۲۲ | هشتمین          | جایزه برتر بازیگر نقش اول زن در درام اوتی‌تی                          | آنا                                           | نامزدشده |               |
| جوایز ستارگان ای‌پی‌ای‌ان               | ۲۰۲۲ | هشتمین          | جایزه ستاره محبوبیت بازیگر زن                                        | آنا                                           | نامزدشده |               |
| جوایز آرتیست آسیا                    | ۲۰۱۶ | اولین           | جایزه بهترین ستاره                                                   | عشق بی‌پروا                                    | برنده    | [ ۴ ]         |
| جوایز آرتیست آسیا                    | ۲۰۱۶ | اولین           | جایزه محبوب‌ترین بازیگر زن                                            | عشق بی‌پروا                                    | نامزدشده |               |
| جوایز آرتیست آسیا                    | ۲۰۱۷ | دومین           | جایزه ستاره آسیا بازیگر زن                                           | وقتی تو خواب بودی                             | برنده    | [ ۵ ]         |
| جوایز آرتیست آسیا                    | ۲۰۱۷ | دومین           | جایزه محبوب‌ترین بازیگر زن                                            | وقتی تو خواب بودی                             | نامزدشده |               |
| جوایز آرتیست آسیا                    | ۲۰۱۸ | سومین           | جایزه سلبریتی آسیا                                                   | به سوزی                                       | برنده    | [ ۶ ]         |
| جوایز آرتیست آسیا                    | ۲۰۱۸ | سومین           | جایزه محبوب‌ترین بازیگر زن                                            | به سوزی                                       | نامزدشده |               |
| جوایز برند سال                       | ۲۰۲۱ | نوزدهمین        | جایزه بهترین بازیگر سال                                              | استارت آپ                                     | برنده    | [ ۷ ] [ ۸ ]   |
| جشنواره هنری بکسانگ                  | ۲۰۱۱ | چهل و هفتمین    | جایزه بهترین بازیگر زن تازه‌کار (درام)                                | رؤیای بلند                                    | نامزدشده | [ ۹ ]         |
| جشنواره هنری بکسانگ                  | ۲۰۱۱ | چهل و هفتمین    | جایزه محبوبیت، بازیگر زن (درام)                                      | رؤیای بلند                                    | نامزدشده | [ ۹ ]         |
| جشنواره هنری بکسانگ                  | ۲۰۱۲ | چهل و هشتمین    | جایزه بهترین بازیگر زن تازه‌کار (فیلم)                                | معماری ۱۰۱                                    | برنده    | [ ۱۰ ] [ ۱۱ ] |
| جشنواره هنری بکسانگ                  | ۲۰۱۲ | چهل و هشتمین    | جایزه محبوب‌ترین بازیگر زن (فیلم)                                     | معماری ۱۰۱                                    | نامزدشده | [ ۱۰ ] [ ۱۱ ] |
| جشنواره هنری بکسانگ                  | ۲۰۱۳ | چهل و نهمین     | جایزه محبوب‌ترین بازیگر زن (درام)                                     | بزرگ                                          | نامزدشده | [ ۱۲ ]        |
| جشنواره هنری بکسانگ                  | ۲۰۱۴ | پنجاهمین        | جایزه محبوب‌ترین بازیگر زن (درام)                                     | کتاب خانواده گو                               | نامزدشده | [ ۱۳ ]        |
| جشنواره هنری بکسانگ                  | ۲۰۱۶ | پنجاه و دومین   | محبوب‌ترین بازیگر زن (فیلم)                                           | صدای یک گل                                    | برنده    | [ ۱۴ ] [ ۱۵ ] |
| جشنواره هنری بکسانگ                  | ۲۰۱۶ | پنجاه و دومین   | جایزه فشن این‌استایل                                                  | به سوزی                                       | برنده    | [ ۱۴ ] [ ۱۵ ] |
| جشنواره هنری بکسانگ                  | ۲۰۱۶ | پنجاه و دومین   | جایزه جهانی ستاره آی‌چی‌یی                                             | به سوزی                                       | نامزدشده | [ ۱۴ ] [ ۱۵ ] |
| جشنواره هنری بکسانگ                  | ۲۰۱۸ | پنجاه و چهارمین | جایزه محبوب‌ترین بازیگر زن (درام)                                     | وقتی تو خواب بودی                             | برنده    | [ ۱۶ ]        |
| جشنواره هنری بکسانگ                  | ۲۰۲۳ | پنجاه و نهمین   | بهترین بازیگر نقش اول زن (درام)                                      | آنا                                           | نامزدشده | [ ۱۷ ]        |
| جایزه فیلم اژدهای آبی                | ۲۰۱۲ | سی و سومین      | جایزه بهترین بازیگر زن تازه‌کار                                       | معماری ۱۰۱                                    | نامزدشده |               |
| جایزه فیلم اژدهای آبی                | ۲۰۱۲ | سی و سومین      | جایزه محبوبیت                                                        | معماری ۱۰۱                                    | برنده    | [ ۱۸ ]        |
| جایزه سریال اژدهای آبی               | ۲۰۲۳ | دومین           | جایزه بهترین بازیگر نقش اول زن                                       | آنا                                           | برنده    |               |
| جوایز فیلم بیول                      | ۲۰۱۲ | بیست و یکمین    | جایزه بهترین بازیگر زن تازه‌کار                                       | معماری ۱۰۱                                    | نامزدشده |               |
| جشنواره فیلم پوسان                   | ۲۰۱۲ | هفدهمین         | جایزه بهترین لباس                                                    | به سوزی                                       | برنده    |               |
| جوایز فشن‌ایستا                       | ۲۰۱۵ | اولین           | بهترین فشن‌ایستا - بخش آرایش                                          | به سوزی                                       | نامزدشده | [ ۱۹ ]        |
| جوایز فشن‌ایستا                       | ۲۰۱۶ | دومین           | بهترین لباس - زن                                                     | به سوزی                                       | نامزدشده | [ ۲۰ ]        |
| جوایز فشن‌ایستا                       | ۲۰۱۷ | سومین           | بهترین فشن‌ایستا - بخش فرش قرمز                                       | به سوزی                                       | نامزدشده | [ ۲۱ ]        |
| جوایز موسیقی جدول گائون              | ۲۰۱۷ | ششمین           | جایزه آهنگ سال -ژانویه                                               | به سوزی (همراه بکهیون) "رؤیا"                 | نامزدشده |               |
| جوایز موسیقی جدول گائون              | ۲۰۱۸ | هفتمین          | جایزه آهنگ سال -ژانویه                                               | "تظاهر"                                       | نامزدشده |               |
| جوایز موسیقی ام‌بی‌سی پلاس ایکس جنی    | ۲۰۱۸ | اولین           | جایزه آهنگ سال                                                       | به سوزی                                       | نامزدشده |               |
| جوایز موسیقی ام‌بی‌سی پلاس ایکس جنی    | ۲۰۱۸ | اولین           | جایزه هنرمند زن                                                      | به سوزی                                       | نامزدشده |               |
| جوایز موسیقی ام‌بی‌سی پلاس ایکس جنی    | ۲۰۱۸ | اولین           | جایزه محبوبیت موسیقی جی                                              | به سوزی                                       | نامزدشده |               |
| جوایز موسیقی جنی                     | ۲۰۱۸ | —               | جایزه هنرمند سال                                                     | به سوزی                                       | نامزدشده | [ ۲۲ ]        |
| جوایز موسیقی جنی                     | ۲۰۱۸ | —               | جایزه هنرمند زن                                                      | به سوزی                                       | نامزدشده | [ ۲۲ ]        |
| جوایز موسیقی جنی                     | ۲۰۱۸ | —               | جایزه محبوبیت موسیقی جنی                                             | به سوزی                                       | نامزدشده | [ ۲۲ ]        |
| جشنواره دیسک طلایی                   | ۲۰۱۷ | سی و یکمین      | آهنگ دیجیتال بونسانگ                                                 | به سوزی (همراه بکهیون) "رؤیا"                 | برنده    | [ ۲۳ ]        |
| جشنواره دیسک طلایی                   | ۲۰۱۷ | سی و یکمین      | جایزه محبوبیت انتخاب آسیا                                            | به سوزی (همراه بکهیون) "رؤیا"                 | نامزدشده |               |
| جایزه ناقوس بزرگ                     | ۲۰۱۲ | چهل و نهمین     | جایزه بهترین بازیگر زن تازه‌کار                                       | معماری ۱۰۱                                    | نامزدشده | [ ۲۴ ]        |
| جایزه ناقوس بزرگ                     | ۲۰۱۲ | چهل و نهمین     | جایزه محبوبیت                                                        | معماری ۱۰۱                                    | نامزدشده |               |
| آیکون استار این‌استایل                | ۲۰۱۶ | —               | بهترین آیدل بازیگر                                                   | صدای یک گل                                    | نامزدشده | [ ۲۵ ]        |
| آیکون استار این‌استایل                | ۲۰۱۶ | —               | بهترین مدل زن زیبا                                                   | "فیس شاپ"                                     | نامزدشده | [ ۲۵ ]        |
| جوایز درامای کی‌بی‌اس                  | ۲۰۱۱ | بیست و پنجمین   | جایزه بهترین زوج                                                     | به سوزی (همراه کیم سو هیون) رؤیای بلند        | برنده    | [ ۲۶ ] [ ۲۷ ] |
| جوایز درامای کی‌بی‌اس                  | ۲۰۱۱ | بیست و پنجمین   | جایزه بهترین بازیگر زن تازه‌کار                                       | رؤیای بلند                                    | برنده    | [ ۲۶ ] [ ۲۷ ] |
| جوایز درامای کی‌بی‌اس                  | ۲۰۱۱ | بیست و پنجمین   | جایزه بازیگر برتر نقش اول زن در سریال کوتاه                          | رؤیای بلند                                    | نامزدشده | [ ۲۶ ] [ ۲۷ ] |
| جوایز درامای کی‌بی‌اس                  | ۲۰۱۱ | بیست و پنجمین   | جایزه نیتزن                                                          | رؤیای بلند                                    | نامزدشده | [ ۲۶ ] [ ۲۷ ] |
| جوایز درامای کی‌بی‌اس                  | ۲۰۱۱ | بیست و پنجمین   | جایزه بهترین زوج                                                     | به سوزی (همراه اوک تکیون) رؤیای بلند          | نامزدشده | [ ۲۶ ] [ ۲۷ ] |
| جوایز درامای کی‌بی‌اس                  | ۲۰۱۲ | بیست و ششمین    | جایزه محبوبیت                                                        | بزرگ                                          | برنده    | [ ۲۸ ]        |
| جوایز درامای کی‌بی‌اس                  | ۲۰۱۲ | بیست و ششمین    | جایزه بازیگر برتر نقش فرعی زن در سریال کوتاه                         | بزرگ                                          | نامزدشده |               |
| جوایز درامای کی‌بی‌اس                  | ۲۰۱۲ | بیست و ششمین    | جایزه بهترین زوج                                                     | به سوزی (همراه بائک سونگ هیون) بزرگ           | نامزدشده |               |
| جوایز درامای کی‌بی‌اس                  | ۲۰۱۶ | سی‌امین          | جایزه برتر بازیگر نقش اول زن                                         | عشق بی‌پروا                                    | نامزدشده |               |
| جوایز درامای کی‌بی‌اس                  | ۲۰۱۶ | سی‌امین          | جایزه برترین بازیگر نقش اول زن در سریال کوتاه                        | عشق بی‌پروا                                    | نامزدشده |               |
| جوایز درامای کی‌بی‌اس                  | ۲۰۱۶ | سی‌امین          | جایزه نتیزن                                                          | عشق بی‌پروا                                    | نامزدشده |               |
| جوایز درامای کی‌بی‌اس                  | ۲۰۱۶ | سی‌امین          | جایزه بهترین زوج                                                     | به سوزی (همراه کیم ووبین) عشق بی‌پروا          | نامزدشده |               |
| جشنواره سرگرمی کی‌بی‌اس                | ۲۰۱۲ | یازدهمین        | جایزه بهترین تازه‌وارد زن در ورتی شو                                  | جوانان شکست ناپذیر فصل دوم                    | برنده    | [ ۲۹ ]        |
| جشنواره سرگرمی کی‌بی‌اس                | ۲۰۱۲ | یازدهمین        | بهترین ظهور به عنوان مهمان                                           | کنسرت گاگ                                     | برنده    | [ ۲۹ ]        |
| جوایز درامای کره                     | ۲۰۱۱ | چهارمین         | جایزه بهترین بازیگر زن تازه‌کار                                       | رؤیای بلند                                    | نامزدشده | [ ۳۰ ]        |
| جوایز درامای کره                     | ۲۰۱۳ | ششمین           | جایزه برتر بازیگر نقش اول زن                                         | کتاب خانواده گو                               | نامزدشده |               |
| جوایز درامای کره                     | ۲۰۱۳ | ششمین           | جایزه بهترین زوج                                                     | به سوزی (همراه لی سونگ گی) کتاب خانواده گو    | نامزدشده |               |
| جوایز اولین برند کره‌ای               | ۲۰۱۸ | شانزدهمین       | جایزه بهترین بازیگر                                                  | وقتی تو خواب بودی                             | برنده    | [ ۳۱ ]        |
| جوایز انجمن تبلیغات کره‌ای            | ۲۰۱۳ | —               | جایزه بهترین مدل                                                     | به سوزی                                       | برنده    | [ ۳۲ ]        |
| جوایز تصاویر مطبوعاتی KOPA & NIKON   | ۲۰۱۹ | هشتمین          | ستاره‌ای با بیشترین فوتوژنیک در سال                                   | به سوزی                                       | برنده    |               |
| جوایز درامای ام‌بی‌سی                  | ۲۰۱۳ | سی و دومین      | جایزه بهترین زوج                                                     | به سوزی (همراه لی سونگ گی) کتاب خانواده گو    | برنده    | [ ۳۳ ]        |
| جوایز درامای ام‌بی‌سی                  | ۲۰۱۳ | سی و دومین      | جایزه برترین بازیگر نقش اول زن در سریال کوتاه                        | کتاب خانواده گو                               | برنده    | [ ۳۴ ]        |
| جوایز درامای ام‌بی‌سی                  | ۲۰۱۳ | سی و دومین      | جایزه محبوبیت                                                        | کتاب خانواده گو                               | نامزدشده |               |
| جوایز موسیقی ملون                    | ۲۰۱۶ | هشتمین          | بهترین آهنگ آراندبی/سول                                              | به سوزی (همراه بکهیون) "رؤیا"                 | برنده    | [ ۳۵ ]        |
| جوایز موسیقی ملون                    | ۲۰۱۶ | هشتمین          | جایزه آهنگ سال                                                       | به سوزی (همراه بکهیون) "رؤیا"                 | نامزدشده |               |
| جوایز برگزیده ۲۰ ام‌نت                | ۲۰۱۱ | پنجمین          | ستاره جدید داغ                                                       | رؤیای بلند                                    | برنده    | [ ۳۶ ]        |
| جوایز برگزیده ۲۰ ام‌نت                | ۲۰۱۲ | ششمین           | جایزه ۲۰ ستاره زن فیلم                                               | معماری ۱۰۱                                    | برنده    | [ ۳۷ ]        |
| جوایز برگزیده ۲۰ ام‌نت                | ۲۰۱۳ | هفتمین          | جایزه ۲۰ ستاره زن درام                                               | کتاب خانواده گو                               | برنده    | [ ۳۸ ]        |
| جوایز موسیقی اِم‌نِت آسیا / ماما        | ۲۰۱۳ | پانزدهمین       | جایزه بهترین اواس‌تی (برای کتاب خانواده گو)                           | "فراموشم نکن"                                 | نامزدشده |               |
| جوایز موسیقی اِم‌نِت آسیا / ماما        | ۲۰۱۶ | هجدهمین         | بهترین همکاری                                                        | به سوزی (همراه بکهیون) "رؤیا"                 | برنده    | [ ۳۹ ]        |
| جوایز موسیقی اِم‌نِت آسیا / ماما        | ۲۰۱۶ | هجدهمین         | هتل ترکیبی – آهنگ سال                                                | به سوزی (همراه بکهیون) "رؤیا"                 | نامزدشده |               |
| جوایز موسیقی اِم‌نِت آسیا / ماما        | ۲۰۱۷ | نوزدهمین        | جایزه هنرمند زن                                                      | به سوزی                                       | نامزدشده | [ ۴۰ ]        |
| جوایز موسیقی اِم‌نِت آسیا / ماما        | ۲۰۱۷ | نوزدهمین        | جایزه بهترین اواس‌تی (برای وقتی تو خواب بودی)                         | "I Love You Boy"                              | نامزدشده | [ ۴۰ ]        |
| جشنواره تبلیغات پخش ام‌تی‌ان           | ۲۰۱۲ | —               | جایزه مدل تبلیغاتی زنان                                              | به سوزی                                       | برنده    | [ ۴۱ ]        |
| جوایز درامای اس‌بی‌اس                  | ۲۰۱۷ | بیست و پنجمین   | جایزه بهترین زوج                                                     | به سوزی (همراه لی جونگ سوک) وقتی تو خواب بودی | برنده    | [ ۴۲ ]        |
| جوایز درامای اس‌بی‌اس                  | ۲۰۱۷ | بیست و پنجمین   | جایزه برترین بازیگر نقش اول زن در سریال کوتاه                        | وقتی تو خواب بودی                             | برنده    | [ ۴۳ ]        |
| جوایز درامای اس‌بی‌اس                  | ۲۰۱۷ | بیست و پنجمین   | دسانگ                                                                | وقتی تو خواب بودی                             | نامزدشده | [ ۴۴ ]        |
| جوایز درامای اس‌بی‌اس                  | ۲۰۱۹ | بیست و پنجمین   | جایزه بهترین زوج                                                     | به سوزی (همراه لی سونگ گی) بی‌خانمان           | برنده    | [ ۴۵ ] [ ۴۶ ] |
| جوایز درامای اس‌بی‌اس                  | ۲۰۱۹ | بیست و پنجمین   | جایزه برترین بازیگر نقش اول زن در سریال کوتاه                        | بی‌خانمان                                      | برنده    |               |
| جوایز درامای اس‌بی‌اس                  | ۲۰۱۹ | بیست و پنجمین   | دسانگ                                                                | بی‌خانمان                                      | نامزدشده |               |
| جوایز درامای اس‌بی‌اس                  | ۲۰۱۹ | بیست و پنجمین   | جایزه تهیه‌کننده                                                      | بی‌خانمان                                      | نامزدشده |               |
| جوایز بین‌المللی درامای سئول          | ۲۰۱۲ | هفتمین          | جایزه بازیگر زن برجسته کره ای                                        | رؤیای بلند                                    | نامزدشده |               |
| جوایز بین‌المللی درامای سئول          | ۲۰۱۳ | هشتمین          | جایزه بازیگر زن برجسته کره ای                                        | کتاب خانواده گو                               | برنده    | [ ۴۷ ]        |
| جوایز بین‌المللی درامای سئول          | ۲۰۱۳ | هشتمین          | اواس‌تی برجسته کره‌ای (برای کتاب خانواده گو)                           | "فراموشم نکن"                                 | نامزدشده |               |
| جوایز بین‌المللی درامای سئول          | ۲۰۱۸ | سیزدهمین        | جایزه بازیگر زن برجسته کره ای                                        | وقتی تو خواب بودی                             | نامزدشده |               |
| جوایز بین‌المللی درامای سئول          | ۲۰۲۱ | شانزدهمین       | جایزه بهترین بازیگر زن هالیو                                         | استارت آپ                                     | برنده    | [ ۴۸ ]        |
| جوایز بین‌المللی درامای سئول          | ۲۰۲۳ | هجدهمین         | بهترین بازیگر زن                                                     | آنا                                           | برنده    | [ ۴۹ ]        |
| جشنواره بین‌المللی فیلم جوانان سئول   | ۲۰۱۴ | شانزدهمین       | بهترین بازیگر جوان زن                                                | کتاب خانواده گو                               | نامزدشده |               |
| جشنواره بین‌المللی شب سینا ویبو (چین) | ۲۰۱۵ | —               | جایزه الهه سال                                                       | به سوزی                                       | برنده    | [ ۵۰ ]        |
| جشنواره بین‌المللی سرگرمی سنگاپور     | ۲۰۱۳ | —               | محبوبترین آرتیست تلویزیونی کره‌ای                                     | به سوزی                                       | نامزدشده |               |
| بهترین جوایز کی-موسیقی سوریبادا      | ۲۰۱۸ | دومین           | جایزه بونسانگ                                                        | به سوزی                                       | نامزدشده |               |
| جوایز استایل آیکن                    | ۲۰۱۲ | پنجمین          | جایزه فانتزی عشق اول                                                 | معماری ۱۰۱                                    | برنده    | [ ۵۱ ]        |
| جوایز استایل آیکن                    | ۲۰۱۳ | ششمین           | نماد عشق اول جاویدان                                                 | به سوزی                                       | نامزدشده |               |
| جوایز سومپی                          | ۲۰۱۸ | —               | جایزه بازیگر سال                                                     | وقتی تو خواب بودی                             | نامزدشده |               |
| جوایز سومپی                          | ۲۰۱۸ | —               | جایزه بهترین بوسه                                                    | به سوزی (همراه لی جونگ سوک) وقتی تو خواب بودی | نامزدشده |               |
| جوایز سومپی                          | ۲۰۱۸ | —               | جایزه بهترین زوج                                                     | به سوزی (همراه لی جونگ سوک) وقتی تو خواب بودی | نامزدشده |               |
| جوایز برش کارگردان                   | ۲۰۲۳ | بیست و یکمین    | بهترین بازیگر زن سریال                                               | آنا                                           | برنده    |               |
| جوایز ContentAsia                    | ۲۰۲۳ | دومین           | بهترین بازیگر نقش اول زن در برنامه تلویزیونی/سریال ساخته شده در آسیا | آنا                                           | برنده    |               |

## جوایز برنامه‌های موسیقی
| سال  | دریافت کننده | تاریخ     | برنامه      | نتیجه | توضیح و منابع           |
| ---- | ------------ | --------- | ----------- | ----- | ----------------------- |
| ۲۰۱۶ | رؤیا         | ۱۵ ژانویه | بانک موسیقی | برنده | همراه بکهیون            |
| ۲۰۱۶ | رؤیا         | ۱۷ ژانویه | اینکیگائو   | برنده | همراه بکهیون            |
| ۲۰۱۶ | رؤیا         | ۲۲ ژانویه | بانک موسیقی | برنده | همراه بکهیون            |
| ۲۰۱۶ | رؤیا         | ۲۴ ژانویه | اینکیگائو   | برنده | همراه بکهیون            |
| ۲۰۱۶ | رؤیا         | ۳۱ ژانویه | اینکیگائو   | برنده | همراه بکهیون تاج سه‌گانه |
| ۲۰۱۷ | تظاهر        | ۲۷ ژانویه | بانک موسیقی | برنده |                         |
| ۲۰۱۷ | تظاهر        | ۳ فوریه   | بانک موسیقی | برنده |                         |

## سایر افتخارات

### فهرست‌ها
| ناشر  | سال  | فهرست                   | جایگاه       | منبع   |
| ----- | ---- | ----------------------- | ------------ | ------ |
| فوربز | ۲۰۱۴ | قدرتمندترین سلبریتی کره | سوم          | [ ۵۲ ] |
| فوربز | ۲۰۱۵ | قدرتمندترین سلبریتی کره | سی و چهارم   | [ ۵۳ ] |
| فوربز | ۲۰۱۶ | قدرتمندترین سلبریتی کره | سی و نهم     | [ ۵۴ ] |
| فوربز | ۲۰۱۷ | قدرتمندترین سلبریتی کره | ششم          | [ ۵۵ ] |
| فوربز | ۲۰۱۸ | قدرتمندترین سلبریتی کره | دوازدهم      | [ ۵۶ ] |
| فوربز | ۲۰۲۱ | قدرتمندترین سلبریتی کره | بیست و سوم   | [ ۵۷ ] |
| فوربز | ۲۰۲۲ | قدرتمندترین سلبریتی کره | بیست و دوم   |        |
| فوربز | ۲۰۲۰ | ۱۰۰ ستاره دیجیتال آسیا  | حضور در لیست |        |
| فوربز | ۲۰۲۱ | ۳۰ شخص زیر ۳۰ سال فوربز | حضور در لیست |        |